# Ronaldo Vieira
Ronaldo Vieira Nan, né le 19 juillet 1998 à Bissau (Guinée-Bissau), est un footballeur anglais qui évolue au poste de milieu de terrain avec les San Jose Earthquakes.

## Biographie
Né en Guinée-Bissau, Ronaldo Vieira migre au Portugal à l'âge de cinq ans, à la suite du décès de son père, pour finalement rejoindre l'Angleterre en 2011.

### En club
Ronaldo Vieira rejoint le centre de formation de Leeds United en 2015, après des essais infructueux à Manchester City et Hull City.
Le 5 mai 2016, il signe son premier contrat professionnel avec Leeds United. Deux jours plus tard, il participe à son premier match au niveau professionnel face à Preston North End en Championship le 7 mai 2016.
Le 5 novembre 2016, Vieira inscrit son premier but avec Leeds lors d'un match de championnat contre Norwich City (victoire 2-3). Régulièrement titularisé lors de la saison 2016-2017, Vieira prend part à trente-huit matchs toutes compétitions confondues. En mai 2017, il signe un nouveau contrat de quatre saisons avec les Whites. Après une saison 2017-2018 à l'issue de laquelle il participe à trente-deux rencontres, Vieira est nommé parmi les quatre prétendants au titre de meilleur jeune joueur de la saison de Leeds United. Les supporters élisent finalement le gardien de but Bailey Peacock-Farrell. Vieira est nommé capitaine par Marcelo Bielsa pour les matchs de la pré-saison de Leeds en juillet 2018.
Le 1er août 2018, Ronaldo Vieira s'engage pour cinq ans avec l'UC Sampdoria. Il quitte donc Leeds United après avoir disputé 71 matchs toutes compétitions confondues.

### En sélection
Le 22 mai 2018, il est sélectionné avec l'équipe d'Angleterre espoirs pour disputer le Festival international espoirs 2018 à la suite du forfait d'Ainsley Maitland-Niles. Le 1er juin suivant, il honore sa première sélection avec les espoirs en étant titularisé face au Qatar (4-0). Il se démarque en inscrivant le second but des siens.

## Statistiques
| Saison                | Club                  | Championnat           | Championnat | Championnat | Coupe nationale | Coupe nationale | Coupe de la Ligue | Coupe de la Ligue | Total | Total |
| Saison                | Club                  | Division              | M.          | B.          | M.              | B.              | M.                | B.                | M.    | B.    |
| 2015-2016             | Leeds United          | Championship          | 1           | 0           | -               | -               | -                 | -                 | 1     | 0     |
| 2016-2017             | Leeds United          | Championship          | 34          | 1           | -               | -               | 4                 | 0                 | 38    | 1     |
| 2017-2018             | Leeds United          | Championship          | 28          | 0           | -               | -               | 4                 | 1                 | 32    | 1     |
| Sous-total            | Sous-total            | Sous-total            | 63          | 1           | -               | -               | 8                 | 1                 | 71    | 2     |
| 2018-2019             | UC Sampdoria          | Serie A               | 14          | 0           | 1               | 0               | -                 | -                 | 15    | 0     |
| 2019-2020             | UC Sampdoria          | Serie A               | 18          | 0           | 2               | 0               | -                 | -                 | 20    | 0     |
| Sous-total            | Sous-total            | Sous-total            | 32          | 0           | 3               | 0               | -                 | -                 | 35    | 0     |
| Total sur la carrière | Total sur la carrière | Total sur la carrière | 95          | 1           | 3               | 0               | 8                 | 1                 | 106   | 2     |

## Vie familiale
Son frère jumeau, Romario Vieira (en), est également footballeur et international bissaoguinéen depuis 2018.

## Palmarès

### En sélection
- Angleterre -20 ans
  - Vainqueur du Tournoi de Toulon en 2017.
- Angleterre espoirs
  - Vainqueur du Festival international espoirs en 2018.